# Каугава
Ка́угава (фін. Kauhava)  — місто на північному заході Фінляндії. 

## Географія

Розташоване в Західній Фінляндії і є частиною регіону Південна Пог'янмаа, за 400 км на північний захід від Гельсінкі. Населення 17 206 (2014), площа – 1,328.37 км², 14,63 км²  — водяне дзеркало.  Щільність населення  — 13,1 осіб/км². 

## Економіка
- Каугава є містом де виробляються традиційні «фінські ножі». Щороку в червні у місті відбувається фестиваль ножів.
- Розвинене сільське господарство.
- Аеродром Каугава є місцем дислокації навчального центру фінських Військово-повітряних сил.

## Міста побратими
- Рапла, Естонія
- Рюгге, Норвегія
- Скаербек, Данія
- Віммербю, Швеція
- Торлаускхьобн, Ісландія